# Périgord Vert

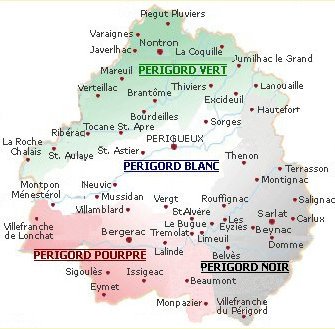
Overzichtskaartje van de Périgord

Périgord Vert (Groene Périgord) is een deel van het departement Dordogne in Frankrijk in de voormalige provincie Périgord.
Bekende plaatsen zijn:
- Brantôme
- Bussière-Badil
- Champagnac-de-Belair
- Excideuil
- Jumilhac-le-Grand
- Lanouaille
- Mareuil
- Montagrier
- Nontron
- Ribérac
- Saint-Aulaye
- Saint-Pardoux-de-Drône
- Thiviers
- Verteillac